# Stabæk Håndball
Le Stabæk Håndball (ou Stabæk IF) est un club norvégien de handball féminin basé à Bærum. 
Il compte environ 280 membres actifs, jouant en catégories junior, et senior. Le stade domicile du club est la Nadderudhallen, située à Bekkestua. Les joueuses sont entraînées par Håvard Mamelund et son adjoint Joachim Schwarz.

## Joueuses célèbres
- Mona Dahle
- Helene Gigstad Fauske (2013-2017)
- Linn Gossé (-2009)
- Malin Holta (2013-2014)
- Karoline Næss (depuis 2009)
- Hanna Bredal Oftedal (2011-2014)
- Stine Bredal Oftedal (2008-2013)
- Henny Reistad (2015-2018)
- Sanna Solberg (2007-2014)
- Silje Solberg (2007-2014)
- Ingrid Steen
- Linn Jørum Sulland (2001-2009)
- Janne Tuven